# Auld Lang Syne
Auld Lang Syne – popularna szkocka pieśń ludowa, do której tekst w 1788 napisał Robert Burns. Jest tradycyjnie śpiewana podczas Hogmanay (szkocki odpowiednik Sylwestra) oraz podczas Sylwestra w krajach anglosaskich.
Należy do najpopularniejszych i najczęściej wykonywanych pieśni na świecie. Stanowi dobro eksportowe kultury szkockiej.

## Historia
Powstanie pieśni Auld Lang Syne związane jest z Robertem Burnsem, który wspomniał o niej w liście napisanym 17 grudnia 1788 do swojej przyjaciółki i patronki Frances Dunlop. W piśmie tym poeta wysławiał „Auld Lang Syne” jako starą pieśń:

(...) czyż szkocka fraza „Auld Lang Syne” nie jest nadzwyczaj wyrazista? Są takie stare piosenki i melodie, które często poruszają moją duszę. Ty wiesz, że jestem entuzjastą starych szkockich piosenek. Zwrotki podam ci w innym liście...

Zalążek Auld Lang Syne odnaleźć można w XV-wiecznym, anonimowym poemacie, który szkocki zbieracz pieśni ludowych George Bannatyne zamieścił w 1568 w Bannatyne Manuscript – własnym manuskrypcie poświęconym szkockiej poezji, przechowywanym obecnie w zbiorach Advocates Library w Edynburgu. Tytuł poematu i zarazem pierwszy jego wers brzmiał: „Auld kindnes Foryett”. Fraza „Auld Lang Syne” pojawia się następnie w poemacie, którego autorem był prawdopodobnie Robert Ayton, opublikowanym w 1711 w antologii Watsona „Choice Collection of Scots Poems”, poświęconej XVIII-wiecznej szkockiej poezji. Poemat ten, przypisywany Aytonowi lub (niekiedy) Francisowi Sempillowi of Beltrees, zaczyna się od słów:
Should auld acquaintance be forgot,
And never thought upon
a w refrenie pojawia się:
On old long syne.
On old long syne, my jo.
W pierwszej poł. XVIII w. do melodii Auld Lang Syne napisano jeszcze kilka poematów, mających podobny tekst; jest wśród nich tym wiersz Allana Ramsaya, zaczynający się od słów:
Should auld acquaintance be forgot,
Tho’ they return with scars?
opublikowany w 1720, w antologii Scots Songs.
W liście do wydawcy George’a Thomsona z września 1793 Burns stwierdził, iż pieśń Auld Lang Syne znalazła się w jego zbiorach, kiedy zapisał ją na podstawie śpiewu pewnego starca. Pieśń została ostatecznie opublikowana w zbiorach w antologii Scots Musical Museum Jamesa Johnsona w 1796.
Jednym z najbardziej interesujących faktów związanych z Auld Lang Syne jest to, iż jej melodia nie jest tą, do której Robert Burns napisał oryginalny tekst. Starsza wersja jest nadal wykonywana przez tradycyjnych śpiewaków. Przypomniała ją w 2008 szkocka piosenkarka Mairi Campbell na ścieżce dźwiękowej z filmu Seks w wielkim mieście.
Tekst Auld Lang Syne traktuje w sposób bardzo nostalgiczny i szczery o przyjaźni. To z tego powodu pieśń ta jest śpiewana przez ludzi na całym świecie podczas spotkań towarzyskich, a szczególnie podczas wigilii Nowego Roku, jako wyraz refleksji nad przeszłością i na powitanie przyszłości.

## Auld Lang Syne w filmie
Auld Lang Syne wykorzystano w następujących filmach:
- Gorączka złota (1925) w reżyserii i z udziałem w roli głównej Charlie Chaplina,
- Pan Smith jedzie do Waszyngtonu (1939) i To wspaniałe życie (1946) w reżyserii Franka Capry,
- Wczesna wiosna (1956) w reżyserii Yasujirō Ozu (w tłumaczeniu na język japoński).
- Operacja „Halka” (1959) w reżyserii Blake'a Edwardsa
- Tragedia „Posejdona” (1972) w reżyserii Ronald Neame, Irwin Allen,
- Forrest Gump (1994) w reżyserii Roberta Zemeckisa,
- Kiedy Harry poznał Sally (1989) w reżyserii Roba Reinera,
- Seks w wielkim mieście (2008) w reżyserii Michaela Patricka Kinga,
- Sherlock (2010) w 1 odcinku 2 sezonu,
- Sylwester w Nowym Jorku (2011),
- Dexter (2012) kończąc 12 odcinek 7 sezonu,
- Downton Abbey Christmas Special (2015) w finałowym, kończącym całą serię odcinku,
- Doktor Who Christmas Special (2017) w odcinku Twice upon in time – Pewnych dwóch razy w czasie
- The Crown Sezon 3 Odcinek 5, scena pożegnalna Lorda Mountbatten,
- Ostatni cesarz w scenie pożegnania cesarskiego nauczyciela Reginalda Johnstona powracającego do Wielkiej Brytanii,
- Pożegnanie z Afryką grana podczas balu sylwestrowego.

## Auld Lang Syne w muzyce
- w nagranym 31 grudnia 1969 i 1 stycznia 1970 i wydanym w 1999 albumie Live at the Fillmore East Jimi Hendrix wykonał instrumentalną wersję Auld Lang Syne[7]
- w Polsce muzykę wykorzystuje pieśń harcerska Ogniska już dogasa blask, z tekstem autorstwa Jerzego Litwiniuka[8]
- piosenka stała się jednym z przebojów zespołu Boney M
- w Indiach i Bangladeszu melodia posłużyła jako bezpośrednia inspiracja do bardzo popularnego utworu „Purano shei diner kotha” skomponowanego przez Rabindranatha Tagore.
- w 1988 po zdobyciu przez piłkarską reprezentację Holandii tytułu mistrza Europy w piłce nożnej holenderski piosenkarz André Hazes wylansował szlagier Wij houden van Oranje (Kochamy Pomarańczowych), w którym wykorzystał refren z Auld Lang Syne[9]
- w wydanym w 2010 albumie Merry Christmas II You Mariah Carey przedstawiła Auld Lang Syne w wersji dyskotekowej jako: „Auld Lang Syne – The New Year’s Anthem”[10]
- w wydanym w 2016 roku albumie It's a Pony Kind of Christmas  piosenka Days Gone By wykonana przez Ashleigh Ball jest oparta na Auld Lane Syne
- cover utworu wykonała Christina Aguilera w ramach rezydentury The Xperience (a dokładniej 31 grudnia 2019 roku − podczas koncertu sylwestrowego)[11]